# نهائي كأس الكؤوس الأوروبية 1977
نهائي كأس الكؤوس الأوروبية 1977 هي المباراة النهائية من منافسة كأس الكؤوس الأوروبية 1976–77، أقيمت المباراة في 11 مايو 1977، في الملعب الأولمبي، بين فريقي نادي هامبورغ، ونادي رويال أندرلخت، وفاز فيها نادي هامبورغ، بعد أن هزم نادي رويال أندرلخت، بنتيجة 2 - 0، وكان حكم المباراة Pat Partridge ‏، وحضر المباراة 66000 شخصاً.

## تفاصيل المباراة
لعبت المباراة النهائية في 11 مايو 1977.
| نادي هامبورغ | 2 -0 | نادي رويال أندرلخت |
| ------------ | ---- | ------------------ |
|              |      |                    |